# 伊藤仁齋

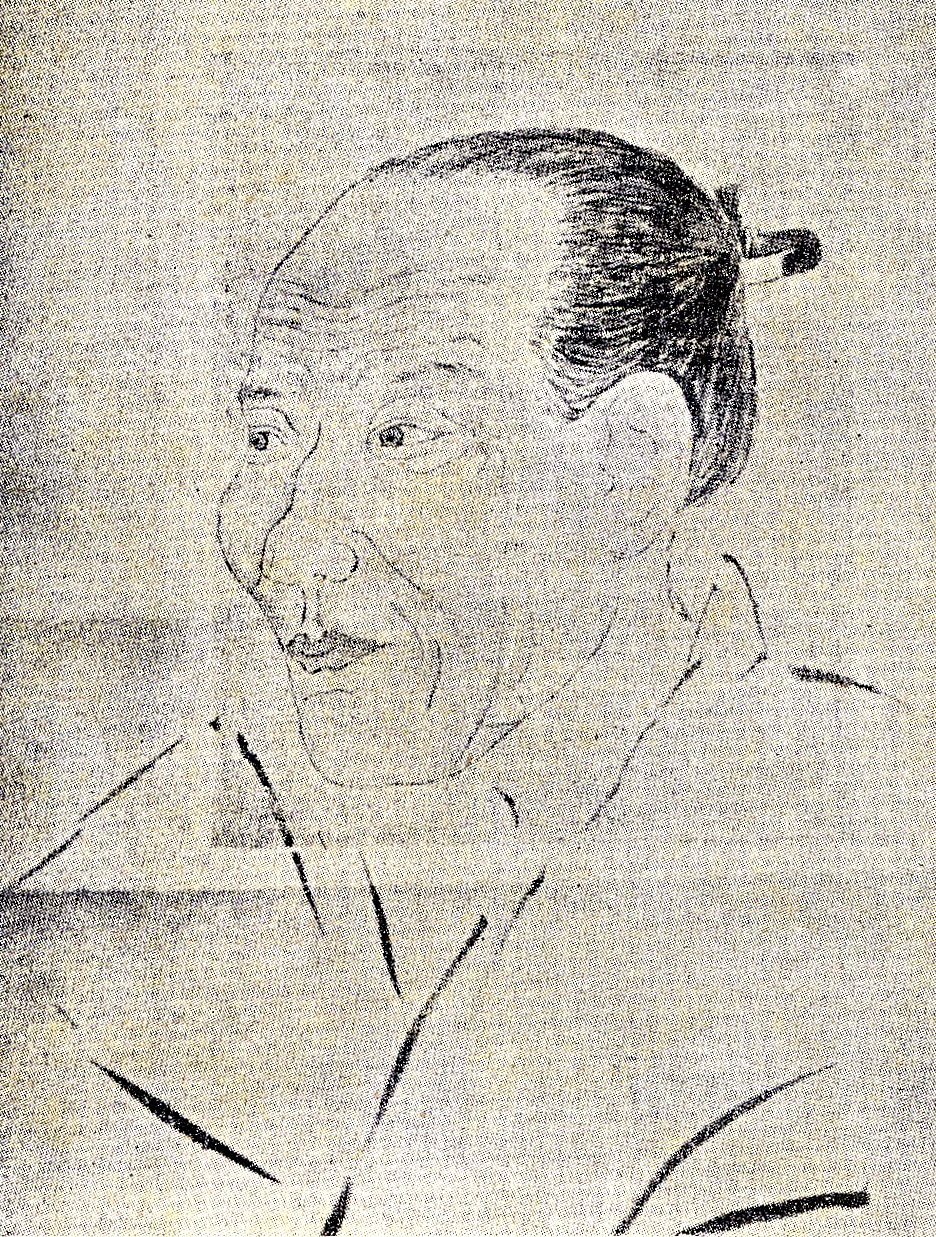
伊藤仁齋肖像

伊藤仁齋（日语：伊藤 仁斎，1627年8月30日—1705年4月5日），寛永4年7月20日（1627年8月30日）生於京都，死於寶永2年3月12日（1705年4月5日）。伊藤是活躍於江戶時代前期的儒學者、思想家。主要的著作有《論語古義》、《孟子古義》、《語孟字義》、《中庸發揮》、《童子問》、《古学先生文集》等。他的著作在生前並沒有公開發行。